# Juan Manuel La Serna
Juan Manuel La Serna (Córdoba, 1845 - Buenos Aires, 1887) fue un político argentino, primer intendente municipal de la ciudad de Córdoba.

## Datos biográficos
Nació en Córdoba el 28 de diciembre de 1845 y sus padres fueron Manuel La Serna y Josefa Astrada. Se casó con María Isabel Olmedo en 1879.
Fue diputado provincial por el departamento Unión durante dos períodos. Luego, integró el Concejo Comunal Ejecutor (entidad que ejercía el gobierno de la ciudad de Córdoba). Desde el 1 de abril de 1882 fue presidente de dicho Concejo.
En 1883 se reformó la constitución de la provincia creándose el cargo de intendente municipal. En virtud de ello, el 1 de febrero de ese año el gobernador Miguel Juárez Celman designó a Juan Manuel La Serna para ocupar el cargo de intendente por un período de tres años. Asumió el 13 de marzo de 1883. En 1886 fue reelecto para un segundo mandato.
En las elecciones legislativas del 6 de marzo de 1887 La Serna fue candidato a diputado nacional por la provincia de Córdoba. Fue proclamado diputado electo el 12 de abril. Renunció a la intendencia días después, trasladándose a la Capital Federal para asumir la banca. Falleció allí el 10 de julio de 1887, poco después de asumir como diputado.